# جيسيكا كلارك
جيسيكا كلارك (بالإنجليزية: Jessica Clarke)‏ (5 مايو 1989 بليدز في المملكة المتحدة - ) هي لاعبة كرة قدم بريطانية في مركز الوسط، شاركت في الألعاب الأولمبية الصيفية 2012. وشاركت مع منتخب إنجلترا لكرة القدم للسيدات. أما مع النوادي، فقد لعبت مع ليدز يونايتد ونوتس كاونتي وLeeds United Women F.C. ‏ وNotts County Ladies F.C. ‏.

## وصلات خارجية
- جيسيكا كلارك على موقع الاتحاد الدولي (مؤرشف)  (الإنجليزية)
- جيسيكا كلارك على موقع الاتحاد الأوربي (الإنجليزية)
- جيسيكا كلارك على موقع قاعدة بيانات كرة القدم.إي يو (الإنجليزية)
- جيسيكا كلارك على موقع Soccerway.com (الإنجليزية)
- جيسيكا كلارك على موقع عالم كرة القدم.نت (الإنجليزية)
- جيسيكا كلارك على موقع أوليمبيديا (الإنجليزية)